# Културкампф
Културкампф (на немски: Kulturkampf – „културна борба“) е термин от историята на Прусия и Германия.
Обозначава период на политически и идеологически сблъсъци в най-общ смисъл между немското протестантство и немският католицизъм, а в по-тесен смисъл между намиращата се във възход немска държавност, представяна от Ото фон Бисмарк и възприеманото от нея като пречещо на националния възход, подчинено на папата католическо духовенство.
През 1872 г. влиятелният Йезуитски орден е забранен. Редица други закони и административни мерки постигат ограничаване на влиянието на католическата църква в Германия. След период на повече или по-малко интензивни борби, през 1887 г. новият папа Лъв XIII обявява за приключен конфликта, който по думите му „навреди на църквата и не донесе полза за държавата“.